# Agence fédérale de contrôle nucléaire
L'Agence fédérale de contrôle nucléaire (AFCN) (en néerlandais : Federaal agentschap voor nucleaire controle, FANC ; en allemand : Föderalagentur für Nuklearkontrolle, FANK) est un établissement public belge doté de personnalité juridique (organisme d'intérêt public de catégorie C relevant de la tutelle du ministre de l'Intérieur), établi par la loi du 15 avril 1994 relative à la protection de la population et de l'environnement contre les dangers résultant des rayonnements ionisants.

## Présentation
L'AFCN a pour mission de protéger la population, les travailleurs et l'environnement contre les incidences négatives des rayonnements ionisants.
L'AFCN est active dans un large domaine d'activités qui inclut le contrôle des centrales et installations nucléaires, l'utilisation de radioisotopes dans les secteurs médical et industriel ou encore la surveillance du rayonnement naturel et cosmique en Belgique (notamment via le réseau Telerad). La sûreté et la sécurité des transports de sources nucléaires ressortissent également de ses missions ainsi que la récupération des sources orphelines.
Depuis le 7 septembre 2007, l'inspection des installations est confiée à sa filiale Bel V,.